# Братоубиство
Братоубиство је кратка прича Франца Кафке написана између децембра 1916. и јануара 1917. године. То је једна од Кафкиних најреалистичније описних и графички најнасилнијих прича. Говори о убици, Шмару, и његовој жртви, Везеу. Иако се нигде у причи не наводи јасан мотив за убиство, може се утврдити да је злочин почињен из љубоморе. Осим наслова, нема очигледне назнаке да су два лика браћа, а наслов може бити алузија на библијску причу о Каину и Авељу. 
Важан елемент приче је лик Паласа, пасивног посматрача који је сведок целе драме и чија је интервенција можда спасила Весеов живот. Весеова жена, Јулија, такође се помиње у причи: каже се да га је чекала јер је он необично касно био у ноћи убиства.